# A Midwinter Night's Dream
A Midwinter Night's Dream es el octavo álbum de estudio de larga duración de la cantante e instrumentalista canadiense Loreena McKennitt, lanzado en octubre de 2008.

## Detalles
El álbum en sí es una versión extendida del EP A Winter Garden: Five Songs For The Season de 1995. Son ocho nuevos temas (grabados en los estudios de Peter Gabriel, Real World Studios durante los inicios de 2008) los que fueron incluidos a la producción original de 1995.
A Midwinter Night's Dream toma el lugar de A Winter Garden en el catálogo musical de Quinlan Road.

## Lista de temas
- 1.- The Holly & The Ivy — 4:49 (Tradicional/McKennitt)
- 2.- Un Flambeau, Jeannette, Isabelle — 3:06 (Tradicional)
- 3.- The Seven Rejoices Of Mary — 4:34 (Tradicional)
- 4.- Noël Nouvelet! — 5:11 (Tradicional)
- 5.- Good King Wenceslas — 3:16 (John Mason Neale)
- 6.- Coventry Carol — 2:18 (Tradicional/McKennitt)
- 7.- God Rest Ye Merry Gentlemen (Abdelli Version) — 7:19 (Tradicional/McKennitt)
- 8.- Snow — 5:05 (Archibald Lampman/McKennitt)
- 9.- Breton Carol — 3:30 (Tradicional)
- 10.- Seeds Of Love — 4:54 (Tradicional/McKennitt)
- 11.- Gloucestershire Wassail — 2:39 (Tradicional)
- 12.- O Come, O Come, Emmanuel — 4:55 (Tradicional)
- 13.- In The Bleak Midwinter — 2:43 (Gustav Holst)

## Personal
- Loreena McKennitt: Piano, Voz, Acordeón & Arpa
- Brian Hughes: Laúd & Guitarra
- Hugh Marsh: Violín
- Caroline Lavelle: Chelo
- Donald Quan: Viola & Percusión
- Ben Grossman: Organillo & Percusión
- Simon Edwards: Bajo
- Rick Lazar: Percusión
- Stratis Psaradellis: Lira Griega & Laúd Griego